# Bob McCarron
Robert "Bob" McCarron OAM (nascut el juliol de 1950 a Londres, Anglaterra) és un mèdic i maquillador protèsic d'efectes especials que ha treballat en moltes pel·lícules i programes de televisió internacionals. És més reconeixible per les seves aparicions a la pantalla com "Medic Bob", a la sèrie britànica de I'm a Celebrity...Get Me Out of Here! i com a "Dr. Bob", en la versió alemanya, Ich bin ein Star – Holt mich hier raus!.
Va ser el supervisor mèdic de la inauguració i la de clausura dels Jocs Olímpics d'Estiu de 2000 de Sydney.
Per davant de la 22a temporada de I'm a Celebrity...Get Me Out of Here!, es va anunciar que Bob no tornaria, ja que, segons es diu, estava massa ocupat amb altres compromisos laborals. Va ser substituït per un altre metge o metge.

## Vida personal
El 2004, se li va concedir l'Medalla de l'Orde d'Austràlia (OAM) pels serveis a la comunitat i l'escenari i el cinema australians i el seu treball com a paramèdic. Bob is also a wildlife enthusiast and holds a degree in wildlife biology.

## Qualificacions
Encara que no és un doctor mèdic, a la pantalla se'l coneix sovint com "Dr Bob", almenys a Ich bin ein Star – Holt mich hier raus!. És metge d'atenció prehospitalària i paramèdic de cures intensives amb titulacions en infermeria, paramedicina, medicina prehospitalària i certificats en altres àrees mèdiques especialitzades.

## Maquillatge protèsic d'efectes especials
Bob ha estat responsable dels efectes especials i del maquillatge protèsic en moltes pel·lícules internacionals i produccions escèniques.
Algunes pel·lícules notables per a les quals ha fet el maquillatge protèsic inclouen: Matrix, Límit vertical (2000), La reina dels condemnats (2002) i El piano (1993).
Va dissenyar el senglar i el maquillatge protèsic per a la pel·lícula de 1984 Razorback.

## Premis i nominacions
McCarron ha rebut premis i nominacions compartides pel seu treball cinematogràfic.
| Any  | Pel·lícula                       | Categoria                 | Nominat a                                                | Resultat  |
| ---- | -------------------------------- | ------------------------- | -------------------------------------------------------- | --------- |
| 1992 | Clínicament morta                | Millors efectes especials | XXV Festival Internacional de Cinema Fantàstic de Sitges | Guanyador |
| 1983 | The Return of Captain Invincible | Millors efectes especials | XVI Festival Internacional de Cinema Fantàstic de Sitges | Guanyador |
| 2000 | Matrix                           | Millor maquillatge        | Premis Saturn                                            | Nominat   |
| 1999 | Dark City                        | Millor maquillatge        | Premis Saturn                                            | Nominat   |
| 1993 | Clínicament morta                | Millors efectes especials | Premis Saturn                                            | Nominat   |